# Sotiría Alibérti
Sotiría Alibérti (grec moderne : Σωτηρία Αλιμπέρτη ; 1847-1929) était une éducatrice et féministe grecque. Elle fonda la première association grecque de femmes, Ergáni Athiná (Εργάνη Αθηνά).